# Дженніфер Тодд
Дженніфер Тодд (англ. Jennifer Todd; нар. 3 жовтня 1969) — американська кінопродюсерка. Спродюсувала відомі фільми «Пам'ятай», «Крізь всесвіт», «Аліса в Країні Чудес». Президент кінокомпанії Pearl Street Films, створеної друзями Меттом Деймоном і Беном Аффлеком.

## Біографія
Народилася і виросла в Лос-Анджелесі, де закінчила школу. 
На початку кар'єри в основному працювала разом з сестрою Сюзанною Тодд, котра також є продюсеркою. Свою продюсерську компанію вони назвали Team Todd.
Перед тим, як очолити кінокомпанію Pearl Street Films, Тодд була президентом компанії Mark Gordon Company. Член Академії кінематографічних мистецтв і наук, а також Академії телевізійних мистецтв і наук. В 2017 році разом з Майклом Де Лука продюсувала 89-ту церемонію вручення нагород премії «Оскар».
Одружена з актором Крісом Мессіна, має двох синів.

## Фільмографія
| Рік  | Українська назва                                | Роль                |
| ---- | ----------------------------------------------- | ------------------- |
| 1995 | Час від часу                                    | Виконавчий продюсер |
| 1997 | Остін Паверс: Міжнародна людина-загадка         | Продюсер            |
| 1999 | Рука-вбивця                                     | Продюсер            |
| 1999 | Остін Паверс: Шпигун, який мене звабив          | Продюсер            |
| 2000 | Бойлерна                                        | Продюсер            |
| 2000 | Якби ці стіни могли говорити 2                  | Виконавчий продюсер |
| 2000 | Пам'ятай                                        | Продюсер            |
| 2002 | Остін Паверс: Ґолдмембер                        | Продюсер            |
| 2005 | Любов до собак обов'язкова                      | Продюсер            |
| 2005 | Мій кращий коханець                             | Продюсер            |
| 2006 | Капітан Зум. Академія супергероїв               | Продюсер            |
| 2007 | Крізь всесвіт                                   | Продюсер            |
| 2008 | Випадковий чоловік                              | Продюсер            |
| 2010 | Романтики                                       | Продюсер            |
| 2010 | Аліса в Країні Чудес                            | Продюсер            |
| 2012 | Селест і Джессі навіки разом                    | Продюсер            |
| 2013 | З ким переспати?!!                              | Продюсер            |
| 2014 | Уроки їзди                                      | Виконавчий продюсер |
| 2015 | Зелене світло                                   | Виконавчий продюсер |
| 2015 | Вищий клас                                      | Виконавчий продюсер |
| 2016 | Закон ночі                                      | Продюсер            |
| 2016 | Аліса в Задзеркаллі                             | Продюсер            |
| 2016 | Джейсон Борн                                    | Виконавчий продюсер |
| 2016 | Корпорація                                      | Виконавчий продюсер |
| 2017 | 89-та церемонія вручення нагород премії «Оскар» | Продюсер            |

## Нагороди та номінації
| Рік  | Премія           | Категорія           | Номінація                        | Результат |
| ---- | ---------------- | ------------------- | -------------------------------- | --------- |
| 2000 | «Еммі»           | Найкращий телефільм | «Якби ці стіни могли говорити 2» | Номінація |
| 2001 | «Незалежний дух» | Найкращий фільм     | «Пам'ятай»                       | Перемога  |